# Juan de Herrera
Juan de Herrera de Maliaño (Roiz, Cantabria, 1530-Madrid, 15 de enero de 1597) fue un arquitecto, matemático, geómetra y militar español, considerado uno de los máximos exponentes de la arquitectura renacentista hispana.
Su sobrio y severo estilo arquitectónico, llamado herreriano en su honor, fue representativo del reinado de Felipe II (r. 1556-1598) e influyó notablemente en la arquitectura española posterior, principalmente a lo largo del siglo XVII.
Su obra arquitectónica más importante es el monasterio de El Escorial, en el municipio madrileño de San Lorenzo de El Escorial, que Herrera acabó en 1584 tras reorganizar el proyecto original de Juan Bautista de Toledo. Posteriormente, Felipe II, plasmando los postulados de la Contrarreforma, le encargaría la Catedral de Valladolid. Debía ser la catedral más grande de Europa, aunque se encuentra construida en un 40-45 %, debido a la falta de recursos para un proyecto de tal magnitud y a los gastos provocados por la difícil cimentación del templo, situado en una zona con un gran desnivel en el terreno.
Como figura del Renacimiento, se interesó por diferentes ramas del saber y manifestó un espíritu aventurero y un afán de novedades. Su Discurso sobre la figura cúbica revela sus conocimientos de geometría y matemáticas y su participación en algunas de las campañas militares de Carlos I (en Alemania, Flandes e Italia) habla de su talante inquieto.

## Biografía

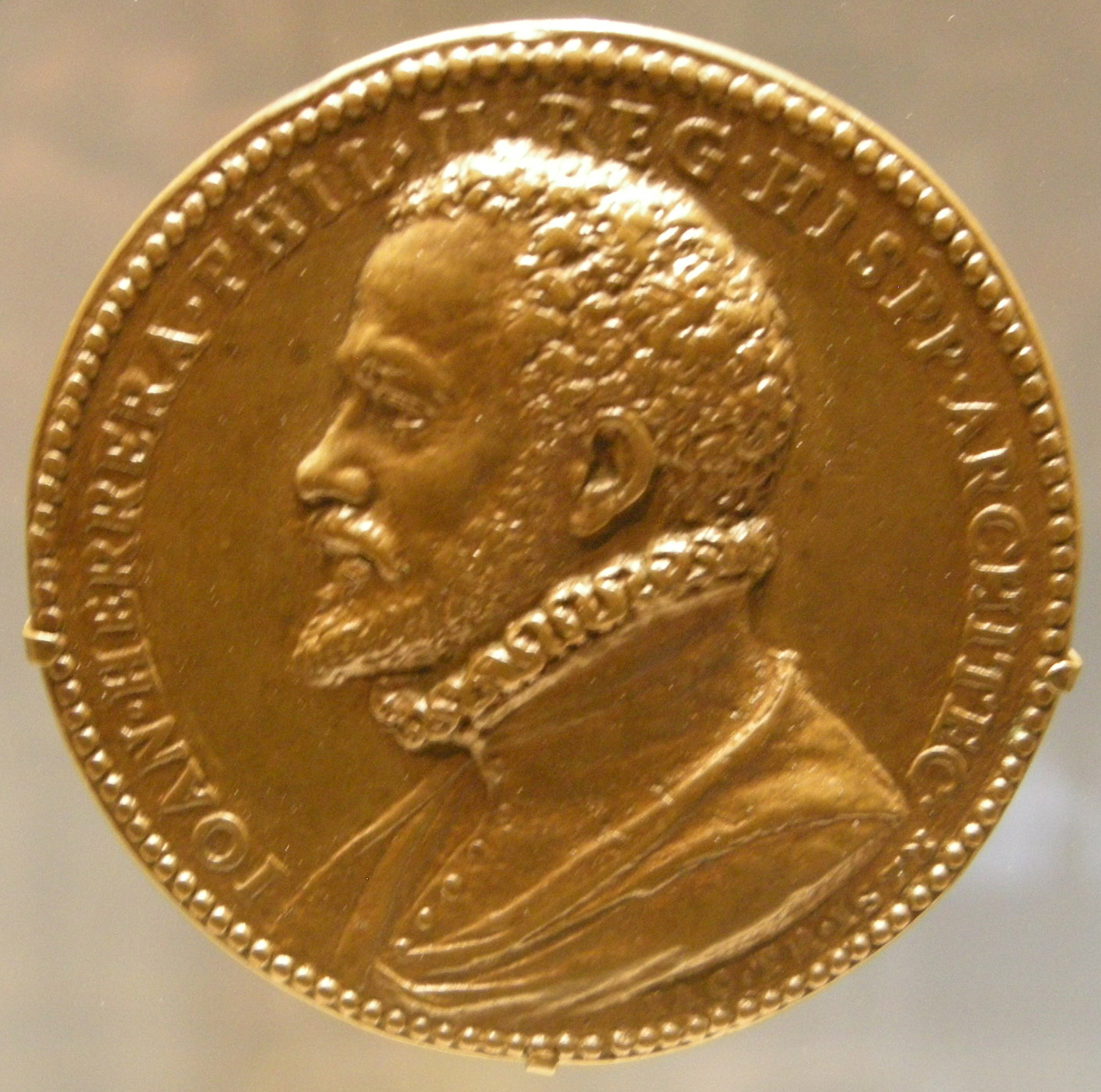
Jacome da Trezzo, medalla de Juan de Herrera, 1578.

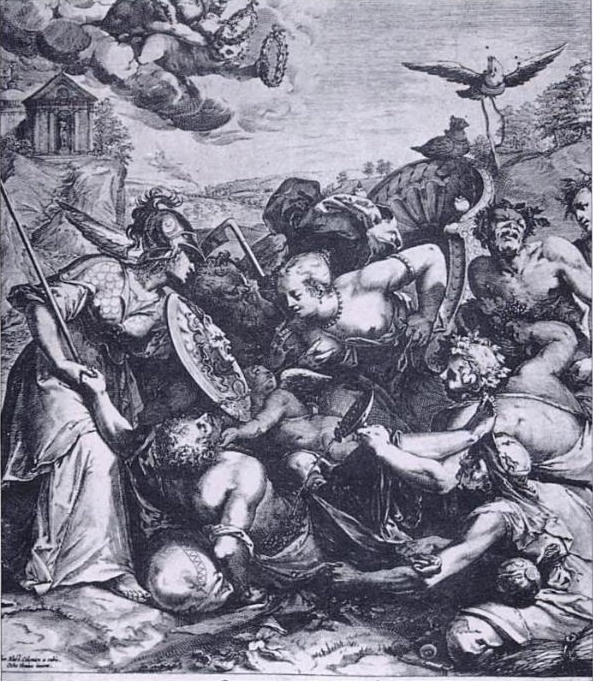
Grabado de Pedro Perret por dibujo de Otto van Veen: Minerva protegiendo a la juventud. Homenaje a Juan de Herrera, buril, 311 x 216 mm, Madrid, Biblioteca Nacional de España.

Juan de Herrera nació en el barrio de Movellán —en la localidad de Roiz, perteneciente al municipio cántabro de Valdáliga—, en el seno de una familia de hidalgos. Nieto de Ruy Gutiérrez de Maliaño y Herrera, señor de la casa solariega de Maliaño, su familia gozaba de una acomodada posición social. Sin embargo, habiendo nacido fuera del matrimonio de su padre, la familia le despreciaba incluso cuando su padre se había casado con su madre una vez fallecida su esposa. Su padre murió cuando Juan tenía tres o cuatro años.
Juan de Herrera nunca frecuentó Universidad alguna. En 1547 dejó su casa paternal y, al año siguiente, se incorporó al séquito de caballeros de Felipe II, por entonces todavía príncipe, y viajó por Flandes, Alemania e Italia, donde entró en contacto con las corrientes renacentistas del momento. Regresó a España junto con el príncipe en 1551 y tuvo que empezar de nuevo, ya que no pudo continuar en la Corte.
En esta situación, en 1552, se enroló al ejército e ingresó en la compañía del capitán Francisco de Medinilla, un militar profesional. A partir de 1553 participó en las campañas en el Piamonte bajo el mando de Ferrante I Gonzaga, era arquebucero a caballo y participaba junto con el tercio de Ferrante en la campaña de Flandes con los ejércitos de Carlos I. Una vez destituido Ferrante, pasó a la guardia personal del emperador y se quedó con él en Bruselas. En 1556, acompañó al emperador en su viaje a España y fue despedido con motivo del retiro de ese último en el monasterio de Yuste.
Tras la muerte de Carlos I, en 1558, pasó al servicio de Felipe II, bajo cuyo mecenazgo desarrolló casi toda su carrera. Se ocupó de la enseñanza del príncipe Carlos y, en el ejercicio de esta actividad, copió las figuras del Libro del saber de astronomía, tarea que concluyó en 1562.
En 1562 se le tenía como un buen delineante y conocedor del funcionamiento de diferentes máquinas.
El 18 de febrero de 1563 se puso bajo las órdenes de Juan Bautista de Toledo, autor del proyecto inicial del monasterio de El Escorial. En 1572 asumió oficialmente la dirección de las obras, que finalizó en 1584.
En 1579 fue nombrado Inspector de Monumentos de la Corona, lo que contribuyó a una rápida expansión por España de su estilo arquitectónico, definido en el trazado de El Escorial.
El 25 de diciembre de 1582 se fundó la Academia de Matemáticas y Delineación (denominada oficialmente "Academia Real Mathematica", y antecedente de la Real Academia de Ciencias Exactas, Físicas y Naturales) y se convirtió en su primer director.
En 1594 cayó gravemente enfermo y abandonó el trabajo activo. Fue enterrado en la iglesia de San Nicolás de los Servitas.
Siguiendo la voluntad reflejada en su testamento, redactado en 1584, sus restos mortales están depositados en la actualidad en la iglesia de San Juan Bautista, en Maliaño (Cantabria).

## Obra arquitectónica
Herrera comenzó a ejercer la arquitectura en 1561 con las obras del Palacio Real de Aranjuez (Madrid).
En 1563 comenzó a colaborar con Juan Bautista de Toledo en la construcción del monasterio de San Lorenzo de El Escorial. Cuando en 1567 murió Bautista de Toledo, le sucedió en la dirección de las obras. Herrera modificó los planos, ampliándolos y cambiando la ornamentación del interior de la iglesia y la traza de la fachada, haciendo un edificio singular que llama la atención por su austeridad. Basó su diseño en la horizontalidad, la uniformidad compositiva y una sobria decoración.
Construyó en El Escorial la monumental fachada occidental, la gran basílica de planta centralizada y el templete del patio de los Evangelistas. Además de esto cambió las técnicas constructivas y modificó las cubiertas. Destaca la maestría con que realizó las bóvedas planas de la estructura. Puso la última piedra del edificio en 1584. Del mismo periodo es el Archivo General de Simancas (Valladolid).
A la vez que dirigió las obras de El Escorial, realizó diferentes proyectos por la geografía española como la fachada sur del Alcázar de Toledo (1571-1585), la Lonja de Sevilla (1583) o la Casa de la Moneda de Segovia (1583).
Su nombramiento por Felipe II como inspector de monumentos de la Corona le abrió las puertas a nuevos proyectos arquitectónicos, entre los que destaca la catedral de Nuestra Señora de la Asunción de Valladolid (1589), obra de gran envergadura, con una estructura de enorme complejidad, que quedó inconclusa, pero que sirvió de ejemplo para las catedrales de México y de Lima.
Desde los importantes puestos que ocupó, es de suponer que Herrera fue al menos uno de los redactores de las Ordenanzas de Felipe II, publicadas el 3 de mayo de 1576 en San Lorenzo de El Escorial, que rigieron la inmensa tarea de creación de nuevas ciudades en las Indias Occidentales.

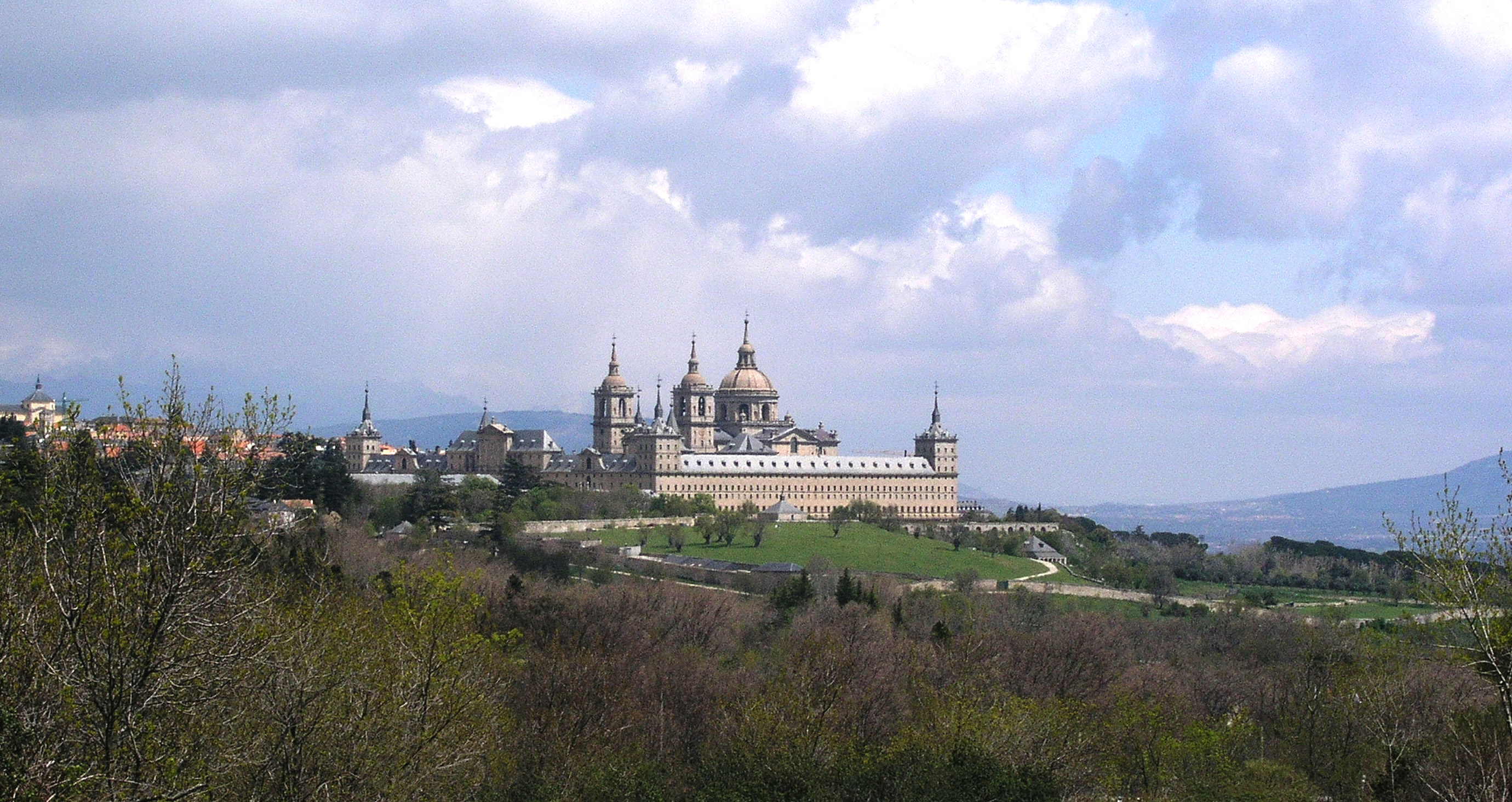
Monasterio de San Lorenzo de El Escorial.
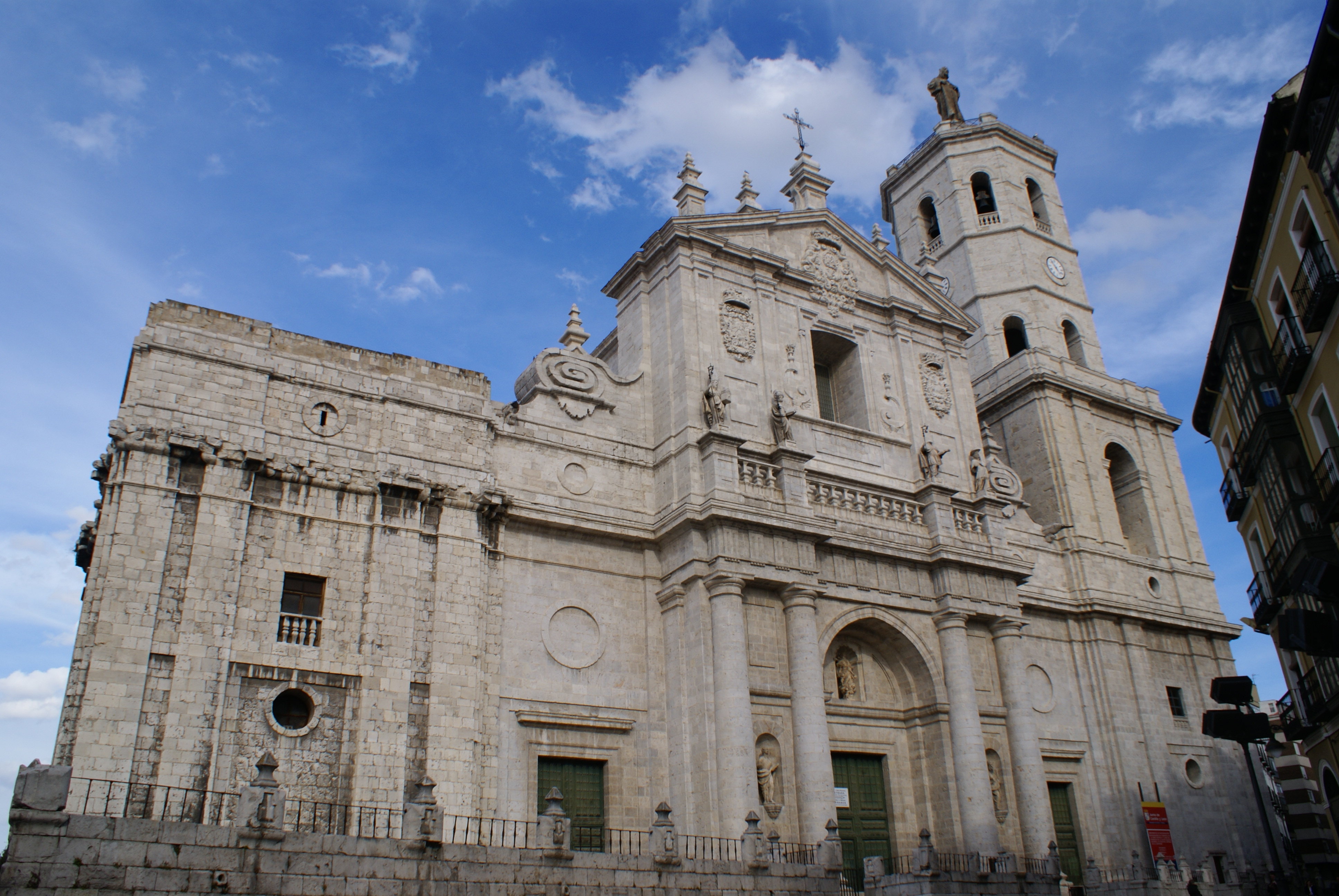
Catedral de Valladolid.
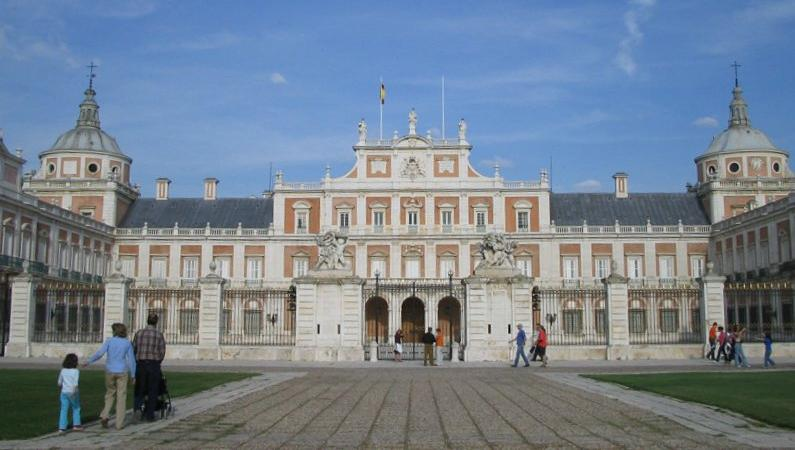
Palacio Real de Aranjuez.
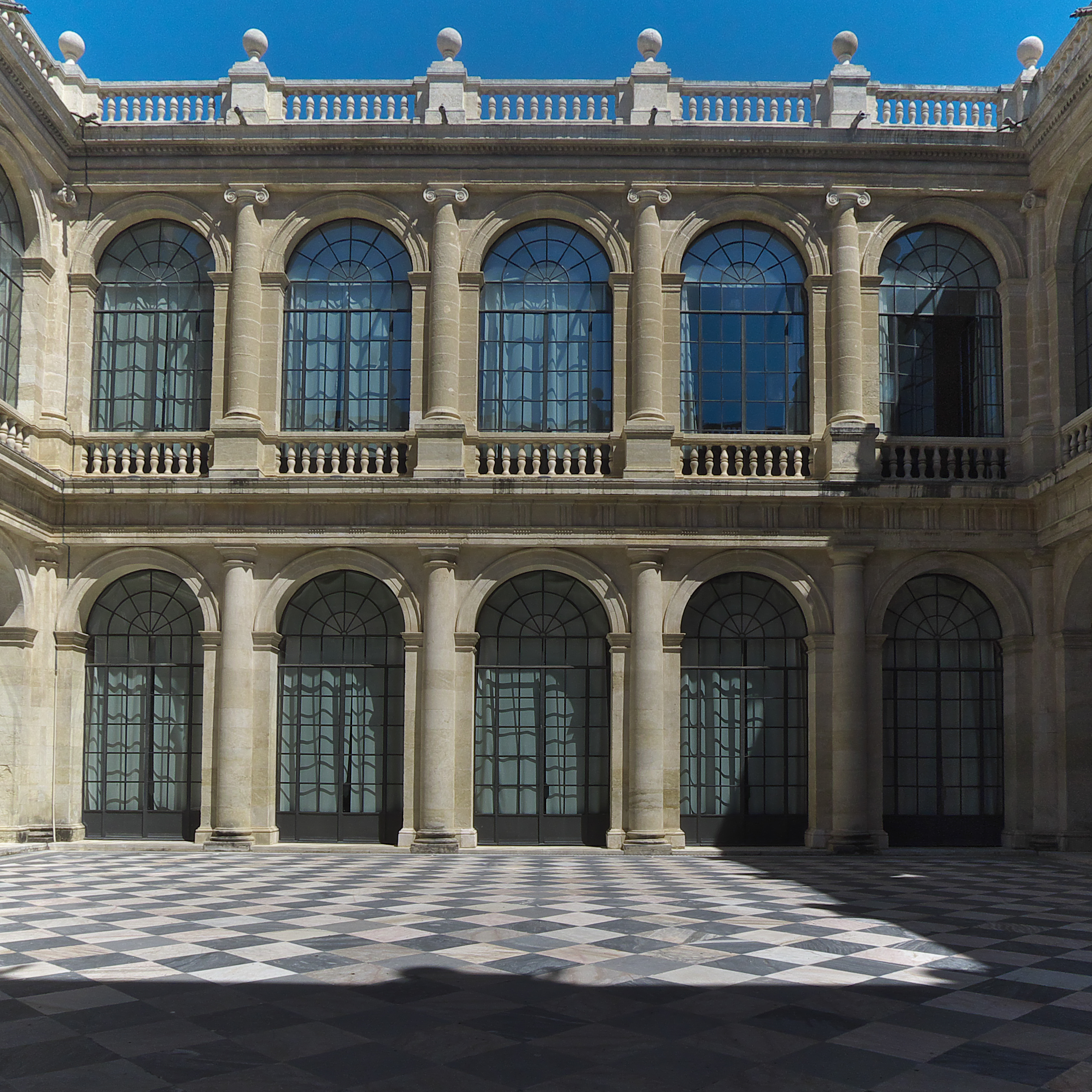
Archivo General de Indias (Sevilla)

## Obra de jardinería
Entre otros también proyectó la ampliación del Jardín del Rey del Palacio Real de Aranjuez proyectado durante el reinado de Felipe II (segunda mitad del siglo XVI). Inicialmente era un jardín cerrado adosado al lado sur del palacio, junto a la torre del reloj, que sigue el modelo renacentista italiano del jardín secreto y privado. El proyecto inicial fue de Juan Bautista de Toledo ejecutado y enriquecido por Juan de Herrera a partir de 1577. Era un jardín para poder ser contemplado desde los balcones del palacio, conformado por un trazado regular de calles que limitan cuadros de boj, flores y vegetación baja. En el centro se sitúa una fuente de jaspe verde obra de Roque Solario.
También es autor del proyecto y plantación en el jardín del Palacio Real de Aranjuez de una gran alameda paralela al río, situada en el Jardín de la Isla. Asimismo, dentro de este ambicioso programa de prestigio y desarrollo económico de Aranjuez se decidió la ordenación del paraje conocido como Picotajo, llamado así por encontrarse en una península que conformaban los ríos Tajo y Jarama antes de la unión de ambos. Desde el siglo XVI el curso del río Tajo se ha mantenido semejante, con leves correcciones de diques y malecones, pero el río Jarama ha modificado su curso de forma significativa, desplazándose más de tres kilómetros en sentido Este. Cuando Juan Bautista de Toledo y Juan de Herrera hicieron el plano de las Huertas de Picotajo, conservado en el Archivo General de Palacio, el río Jarama discurría más próximo al palacio.

## Influencia posterior
Juan de Herrera influyó decisivamente en la arquitectura renacentista española al cambiar el hasta entonces dominante plateresco. Las rígidas proporciones matemáticas y los chapiteles de pizarra junto con los elementos decorativos geométricos (esferas y pirámides) definen el nuevo estilo renacentista del imperio de Felipe II.
Herrera disuelve la ornamentación figurativa dando como resultado la culminación de los volúmenes arquitectónicos propia del clasicismo. La influencia de su estilo, llamado inicialmente desornamentado y posteriormente herreriano, se extendería por casi un siglo y tendría seguidores tan relevantes como Francisco de Mora, fray Alberto de la Madre de Dios, Juan Gómez de Mora o Juan Gómez de Trasmonte.

## Obras principales
- Palacio Real de Aranjuez (1561).
- Monasterio de El Escorial (1563).
- Palacio de El Quexigal (1563), edificio desaparecido, construido en Robledo de Chavela (Madrid).
- Fachada sur del Alcázar de Toledo (1571-1585).
- Edificio de la Casa Consistorial de Toledo (1575).
- Puente de Segovia de Madrid (1582-1584).
- Reconstrucción y reconversión en palacio del Castillo de Villaviciosa de Odón (1583).
- Diseño de la Lonja de Sevilla, actual Archivo de Indias (1583).
- Reconstrucción del Castillo de Simancas (1588).
- Catedral de Valladolid (1589).
- Real Aposento de Torrelodones (1589), edificio desaparecido, construido en el municipio madrileño homónimo.
- Iglesia de la Asunción de Valdeolivas en la década de 1580-1590.

## Homenaje en Roiz
Desde el año 2008, Roiz, el poblado en Cantabria en el que Juan de Herrera nació, disfruta de una plaza completamente nueva en su honor. Cabe destacar el nuevo paseo que une la plaza central con la fuente —desde la cual es tradición tomar su agua—. La plaza en sí es una plazoleta nueva —realizada con losas graníticas—, y un monumento parecido al que erigió en El Escorial que, popularmente, es denominado «Monolito».